# Maianthemum fuscum
Maianthemum fuscum là một loài thực vật có hoa trong họ Măng tây. Loài này được (Wall.) LaFrankie mô tả khoa học đầu tiên năm 1986.